# Blood & Chocolate
Blood & Chocolate är ett album av Elvis Costello and the Attractions utgivet 1986. Efter att ha gjort albumet King of America tillsammans med andra musiker återvände Costello här till samarbetet med The Attractions som han avslutat ett par år tidigare.

## Låtförteckning
Alla låtar komponerade av Elvis Costello där ej annat anges
Sida ett
1. "Uncomplicated" – 3:28
2. "I Hope You're Happy Now" – 3:07
3. "Tokyo Storm Warning" (MacManus, Cait O'Riordan) – 6:25
4. "Home Is Anywhere You Hang Your Head" – 5:07
5. "I Want You" – 6:45

Sida två
1. "Honey, Are You Straight or Are You Blind?" – 2:09
2. "Blue Chair" – 3:42
3. "Battered Old Bird" – 5:51
4. "Crimes of Paris" – 4:20
5. "Poor Napoleon" – 3:23
6. "Next Time Round" – 3:28

Bonuslåtar 1995 CD
1. "Seven Day Weekend" (with Jimmy Cliff) (Costello, Cliff) – 2:39
2. "Forgive Her Anything" – 3:51 session outtake
3. "Blue Chair" – 3:41 single version
4. "Baby's Got a Brand New Hairdo" – 3:26
5. "American Without Tears No. 2" – 3:35
6. "A Town Called Big Nothing (Really Big Nothing)" – 5:44
7. "Return to Big Nothing" – 2:54 ej listad på omslaget

Bonusskiva 2002 CD
1. "Leave My Kitten Alone" (Little Willie John, James McDougal, Titus Turner) – 3:24
2. "New Rhythm Method" – 2:30
3. "Forgive Her Anything" – 3:51
4. "Crimes of Paris" – 4:38
5. "Uncomplicated" – 3:06
6. "Battered Old Bird" – 4:24
7. "Seven Day Weekend" (with Jimmy Cliff) (Costello, Cliff) – 2:39
8. "Blue Chair" – 3:41 single version
9. "Baby's Got a Brand New Hairdo" – 3:26
10. "American Without Tears No. 2" – 3:35
11. "All These Things" (Allen Toussaint) – 3:04
12. "Pouring Water on a Drowning Man" (Drew Baker, Dani McCormick) – 2:35
13. "Running Out of Fools" (Richard Ahlert, Kay Rogers) – 2:35
14. "Tell Me Right Now" (Joe Tex) – 3:06
15. "Lonely Blue Boy" (Ben Weisman, Fred Wise) – 2:04